# 梵鐘

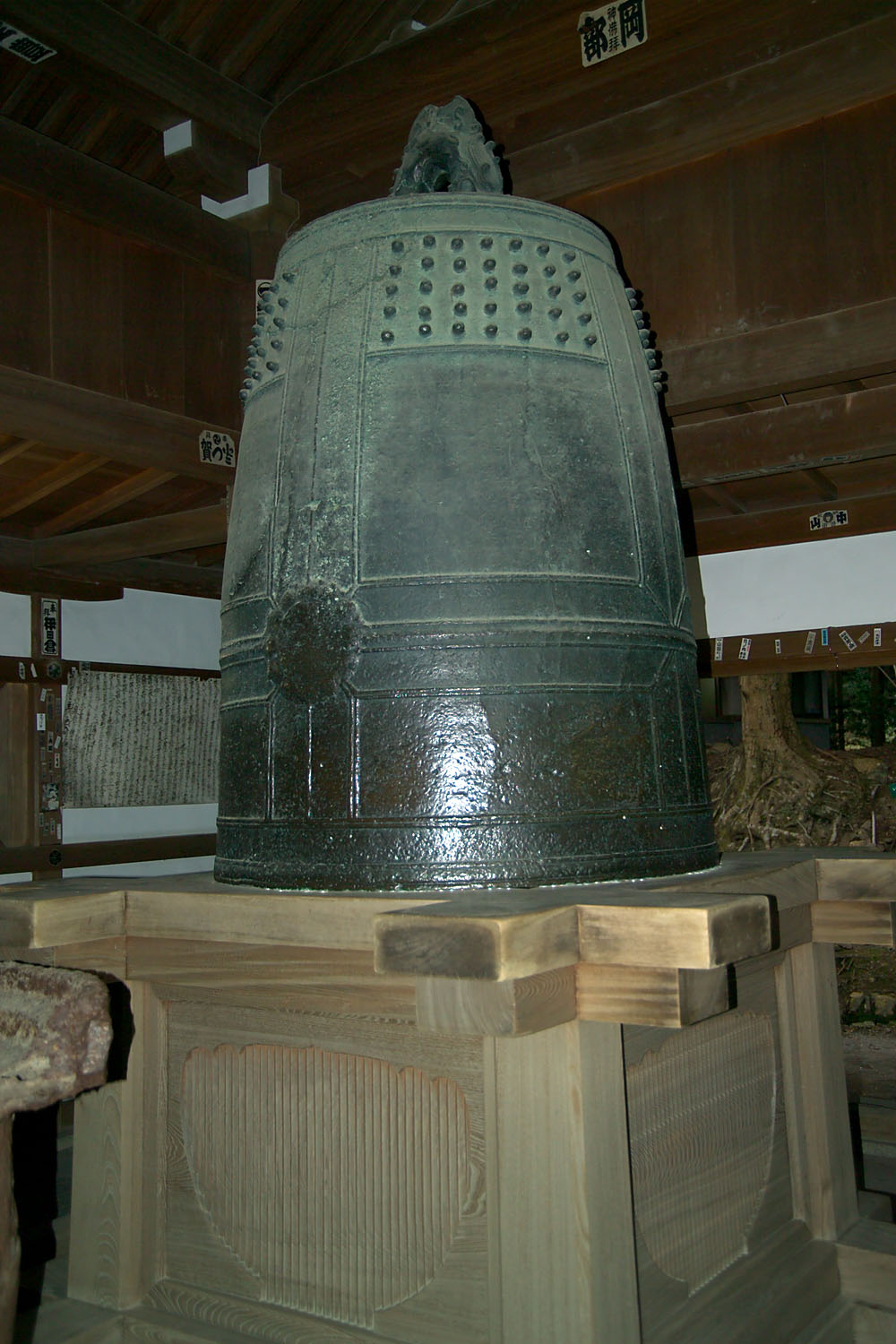
滋賀・園城寺（三井寺）の「弁慶引き摺り鐘」（奈良時代）

梵鐘（ぼんしょう）は、東アジアの寺院などで使用される仏教法具としての釣鐘（つりがね）。
法要など仏事の予鈴として撞木（しゅもく）で撞くという、仏教の重要な役割を果たす。朝夕の時報（暁鐘 - ぎょうしょう、昏鐘 - こんしょう）にも用いられる。ただし、梵鐘は単に時報として撞かれたものではなく、その響きを聴く者は一切の苦から逃れ、悟りに至る功徳があるとされる。こうした梵鐘の功徳については多くの鐘の銘に記されている。洋鐘と比べて重く余韻のある響きとされる。
青銅製が多いが、小型のものにはまれに鉄製もある。小型のもの（一説には直径1尺7寸以下）は半鐘（喚鐘、殿鐘）といい、高い音で、用途も仏事以外に火事などの警報目的でも使われる。響きをよくするために鋳造の際、指輪（金）を入れることがあるといわれ、江戸時代には小判を鋳込んだ例や、寄進された簪などを鋳込んだ例もある。雅楽と鐘の関係を記す文献もある。

## 名称
「梵」は梵語（サンスクリット）の Brahma （神聖・清浄）を音訳したものである。作られた国によって中国鐘、朝鮮鐘（高麗鐘・新羅鐘）、和鐘（日本鐘）と呼ばれる。別名に大鐘（おおがね）、洪鐘（おおがね、こうしょう）、蒲牢（ほろう）、鯨鐘（げいしょう）、巨鯨（きょげい）、華鯨（かげい）などがある。

## 歴史
仏教はインドに起源を持ち、アジア各地に広まった宗教であるが、梵鐘に関してはその祖形をインドに求めることは困難であり、中国古代の青銅器にその源流が求められる。殷・周時代から制作されている「編鐘」（へんしょう）という青銅器が梵鐘の源流と推定されているが、この「鐘」は全体に小型で、その断面形状は後世の梵鐘のような円形ではなく、杏仁形（アーモンド形）である。中国製の梵鐘の古例としては、奈良国立博物館所蔵の陳の太建7年（575年）の銘をもつ作品がある。この太建7年銘鐘は、断面が円形であること、縦横の帯で鐘身を区切ること、鐘身を懸垂するフックの部分を龍身とすること、撞座を蓮華文とすることなどが後世の日本の梵鐘と共通しており、その祖形と目される。ただし、「乳」と呼ばれる突起状の装飾を付けない点は日本の梵鐘と異なっている。
梵鐘の日本への渡来については、日本書紀に大伴狭手彦（おおとものさでひこ）が562年、高句麗から日本に持ち帰ったとの記録が残っているが、現存遺品でこの時代にまでさかのぼるものはない。京都市の妙心寺の梵鐘（国宝）は、内面に戊戌年（698年）筑前糟屋評（現在の福岡市東区か）造云々の銘があり、製作年代と制作地の明らかな日本製の梵鐘としては最古のものとされている。この梵鐘は、制作年代と文様から福岡県太宰府市の観世音寺鐘と兄弟鐘とする説がある。
高麗時代以前の朝鮮鐘は朝鮮半島のほか日本にも多数伝来し、年代の明らかなものとしては福井県の常宮神社の鐘が日本最古（唐の大和7年・833年）とされている。日本の梵鐘は中国の様式を倣ったものが大半で、朝鮮鐘を倣ったものはごく例外的なものとされている。
日本では第二次世界大戦時に出された金属類回収令により、文化財に指定されているものなど一部の例外を除き、数多くの梵鐘が供出され、鋳潰された。これにより、近代や近世以前に鋳造された鐘の多くが溶解され、日本の鐘の9割以上が第二次世界大戦時に失われたという。
最近では特に都市部で梵鐘の音を騒音と捉えた人から寺や警察に梵鐘を撞くことをやめるよう苦情が来ることが増え、撞き手がいない寺が増えていることもあって、除夜の鐘も含めて梵鐘を撞く寺が減ってきている。また、指定された時間に無人で梵鐘を撞く装置を導入する寺もある。

## 和鐘の形式
和鐘の場合、頭部は龍頭といい、それ以下を鐘身という。鐘身は上帯・中帯・下帯と称される3本の横帯で水平方向に区切られるとともに、垂直方向にも縦帯と称される帯で区切られる。縦帯は通常4本で、鐘身を縦に4分割する（近世の鐘には5本の縦帯をもつものもある）。上帯と中帯の間の空間は、上部を「乳の間」（ちのま）、下部を「池の間」と称する。「乳の間」には乳と称する突起状の装飾を並べる。「池の間」は無文の場合もあるが、ここに銘文を鋳出（または刻出）したり、天人像、仏像などの具象的な図柄を表す場合もある。銘文には文字が浮き出た陽文銘と窪んで彫られた陰文銘があり、鋳造と同時に作られた銘文を原銘、あとで彫られたものを追銘という。中帯と下帯との間の空間は「草の間」と呼ばれる。鐘身の撞木が当たる位置には通常2箇所の撞座（つきざ）が対称的位置に設けられる（まれに4箇所に撞座を設ける例もある）。撞座の装飾は蓮華文とするのが原則である。
和鐘の基本的形状は奈良時代から江戸時代まで変わりがないが、細部には時代色が表れている。梵鐘の時代を判別する大きなポイントの1つは撞座と龍頭 との位置関係である。奈良時代から平安時代前期の鐘では、2つの撞座を結ぶ線と龍頭の長軸線とは原則として直交している。すなわち、鐘の揺れる方向と龍頭の長軸線とは直交する。これに対し、平安時代後期以降の鐘においては龍頭の取り付き方が変化しており、2つの撞座を結ぶ線と龍頭の長軸線とは原則として同一方向である。すなわち、鐘の揺れる方向と龍頭の長軸線とは一致している（若干の例外はある）。また、奈良時代から平安時代前期の鐘では撞座の位置が高く、鐘身の中央に近い位置にあるのに対し、平安時代末期以降の鐘では撞座の位置が下がる傾向がある。

## 日本の著名な梵鐘

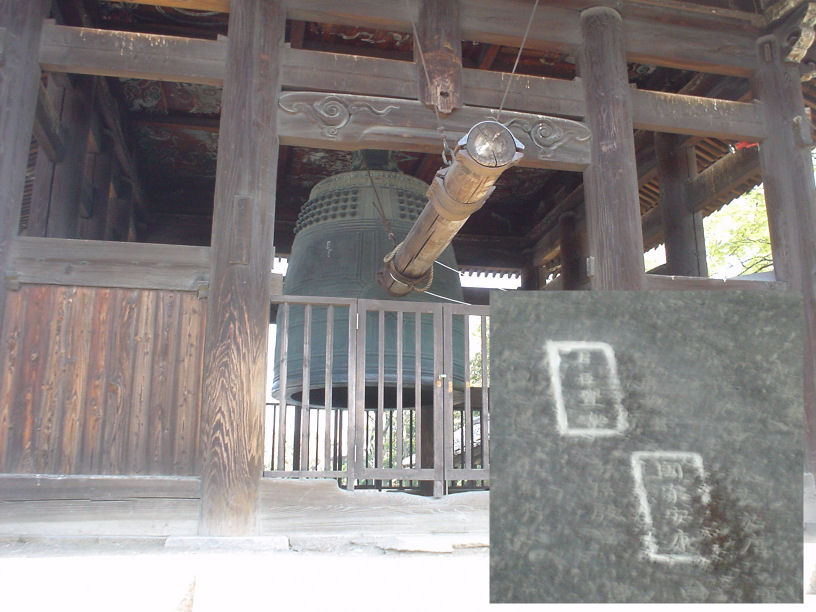
国家安康の鐘とその銘文（京都・方広寺）

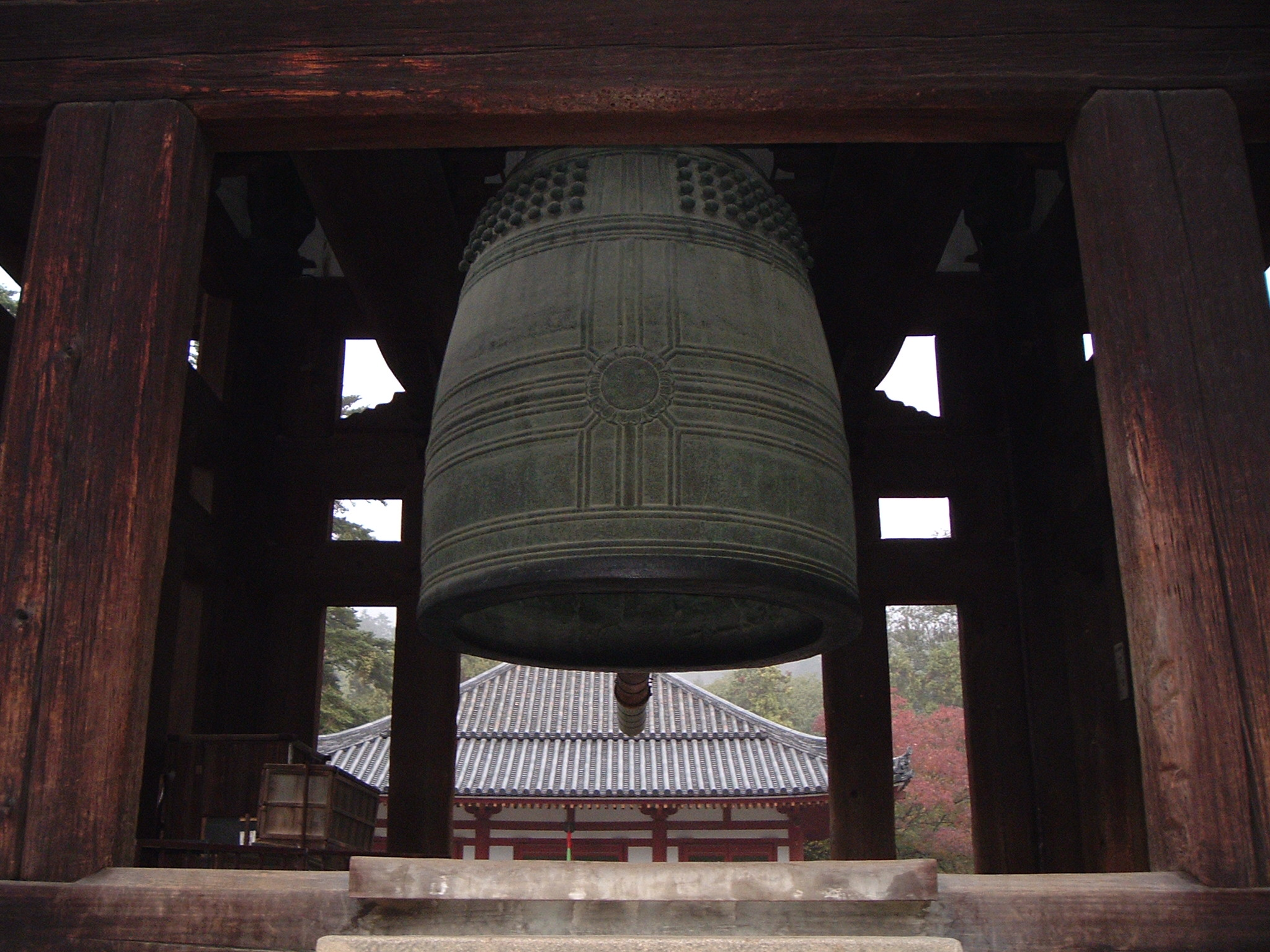
東大寺鐘

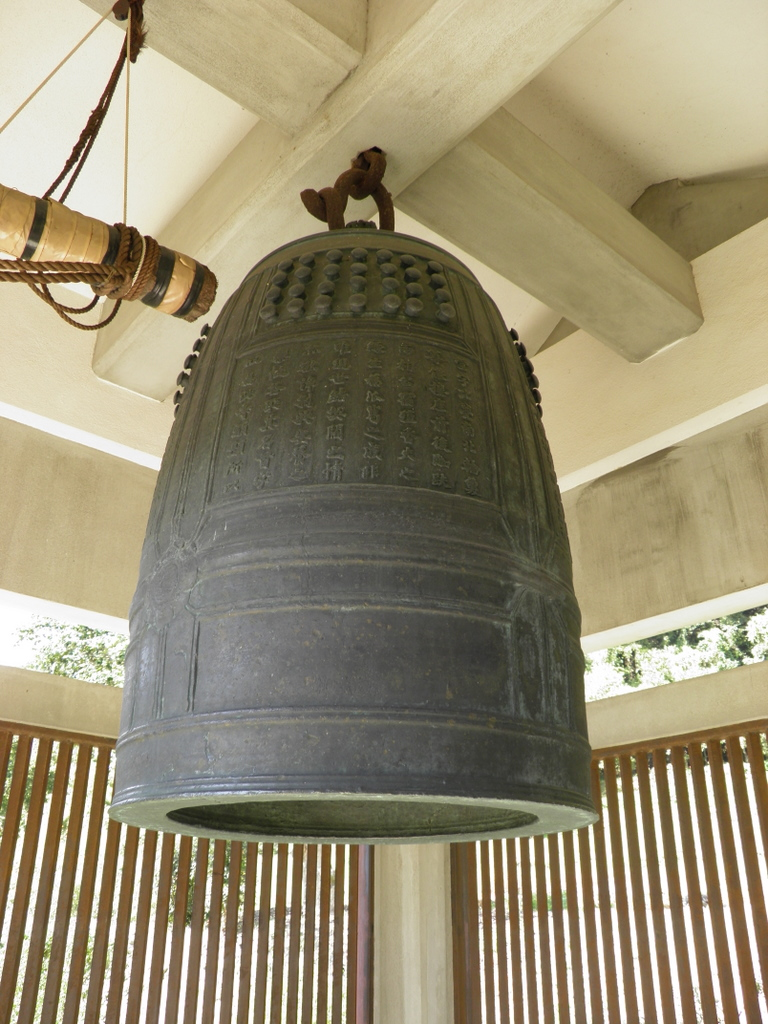
栄山寺鐘

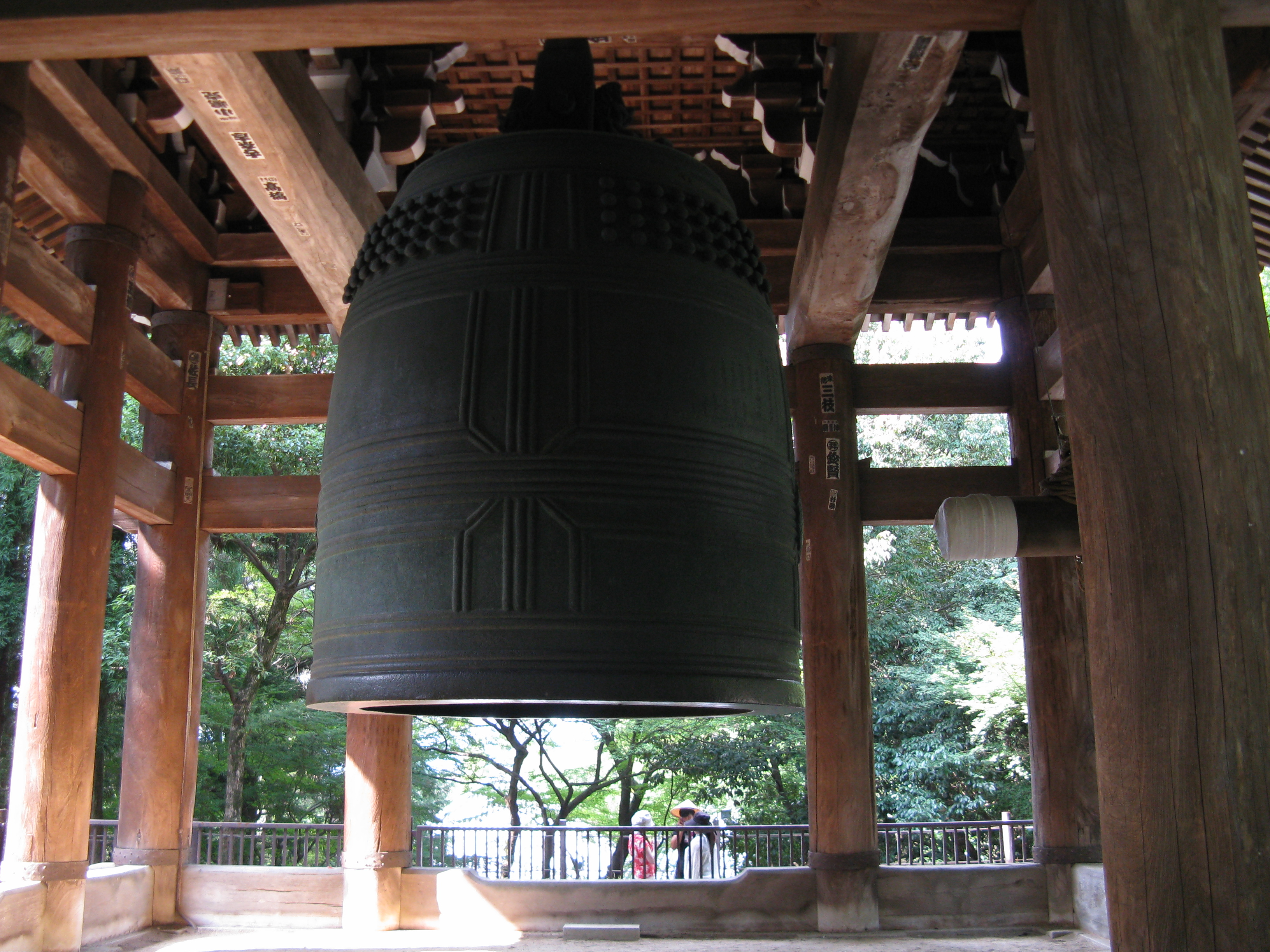
知恩院鐘

### 奈良時代の梵鐘
梵鐘研究家の坪井良平は、以下の16口を奈良時代鐘としている。
- 千葉・成田市出土鐘（国立歴史民俗博物館蔵、重要文化財） 宝亀5年（774年）在銘
- 福井・劔神社鐘（国宝） - 神護景雲4年（770年）在銘。制作年が明らかなものとしては日本で3番目に古い
- 岐阜・真禅院鐘（重要文化財）
- 滋賀・園城寺鐘（重要文化財） - 「弁慶の引き摺り鐘」の別称がある。
- 滋賀・竜王寺鐘（重要文化財）
- 京都・妙心寺鐘（国宝） - 戊戌年（698年）在銘。製作年が明らかなものとしては日本最古。国宝。徒然草にも登場する。
- 京都・東福寺鐘（重要文化財）
- 奈良・東大寺鐘（国宝）
- 奈良・興福寺鐘（国宝） - 神亀4年（727年）在銘。製作年が明らかなものとしては日本で2番目に古い。国宝。現在は仮講堂に移されている。
- 奈良・薬師寺鐘（重要文化財）
- 奈良・新薬師寺鐘（重要文化財）
- 奈良・法隆寺西院鐘（重要文化財）
- 奈良・法隆寺東院鐘 旧・中宮寺鐘（重要文化財）
- 奈良・當麻寺鐘（国宝） - 妙心寺鐘と並ぶ日本最古級の鐘（非公開）。
- 奈良・大峯山寺鐘（重要文化財）
- 福岡・観世音寺鐘（国宝） - 妙心寺鐘と同じ木型から造られた兄弟鐘。菅原道真が「都府楼は 纔かに瓦 色を看る 観音寺は唯鐘声を聴く」と歌ったことで知られる。

### 平安時代以降の国宝梵鐘
- 神奈川・円覚寺鐘 - 正安3年（1301年）在銘
- 神奈川・建長寺鐘 - 建長7年（1255年）在銘
- 滋賀・佐川美術館鐘 - 天安2年（858年）在銘
- 京都・平等院鐘 - 三大名鐘の一つ「形」（所在:鳳翔館、現在鐘楼に吊られている鐘は複製） [注釈 3]
- 京都・神護寺鐘 - 貞観17年（875年）在銘。三大名鐘の一つ「銘」。非公開。
- 奈良・栄山寺鐘 - 延喜17年（917年）在銘
- 福岡・西光寺鐘 - 承和6年（839年）在銘

### その他の著名な梵鐘
- 東京・浅草寺鐘（弁天山） - 「花の雲 鐘は上野か浅草か」（松尾芭蕉）の句で有名。
- 東京・品川寺鐘 - 四代将軍徳川家綱寄進。幕末に万博出品されるも行方不明となり、昭和5年に返還された。
- 愛知・久国寺鐘（天長山） - 芸術家・岡本太郎が製作。
- 大阪・大坂町中時報鐘（大阪市中央区釣鐘町）：寛永11年（1634）、徳川3代将軍家光が来坂した折、人心掌握と大坂振興のため、大坂三郷の地子銀（固定資産税）を永代免除する沙汰を出した。この厚遇に感激した惣年寄たちが評議し、家光の善政を顕彰するために鋳造。高さ1.9m、口径1.1m、重さ約3t。なお、鋳造を手掛けたのは藤原家次（釜屋宗左衛門）とされる。
- 京都・方広寺鐘 - 重さは 82.7 t で日本一の重さと言われる。銘文中の「国家安康」の句が徳川家康の豊臣への怒りを買ったとされる。
- 京都・知恩院鐘 - 日本一の大きさと言われる。
- 熊本・蓮華院誕生寺鐘 - 世界最大級の大梵鐘がある。口径9尺5寸（2.88m）、高さ15尺（4.55m）、厚みは1尺（約30cm）、重量1万貫（37.5t）。1976年（昭和51年）5月3日奉納[5][6]。四天王寺の大梵鐘は戦争供出で失われていたので[7]、当時世界最大の梵鐘として建造された。鋳造元は 岩澤の梵鐘
- 和歌山県日高郡日高川町道成寺：梵鐘がないことで有名、安珍・清姫伝説に基づく。
- 静岡・袋井市出土鐘 - 1983年に茶畑から出土した。平治2年（1160年）の銘があり、製作年が明らかな梵鐘としては日本で12番目の古さ[8]
- 沖縄・万国津梁の鐘（重要文化財）：1458年に琉球王国第一尚氏王統の尚泰久王が鋳造させた梵鐘。

## 梵鐘と文化

### 文学の中の梵鐘

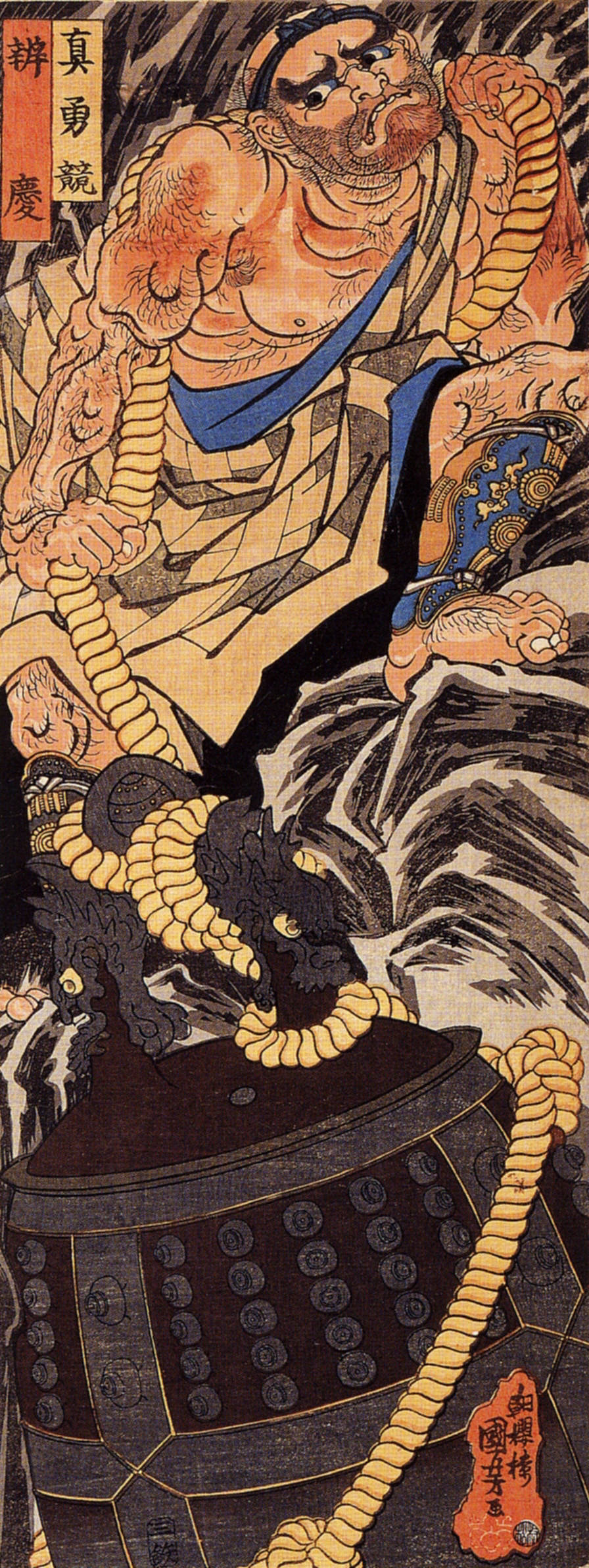
歌川国芳の「弁慶、比叡山へ引き摺り上げる図」（滋賀県大津市三井寺所蔵）

- 「凡そ，鐘の声は黄鐘調なるべし」徒然草、卜部兼好作
- 「柿くへば鐘が鳴るなり法隆寺」（正岡子規の俳句）
- 「夕焼け小焼けで日が暮れて、山のお寺の鐘がなる」（童謡『夕焼け小焼け』作詞: 中村雨紅、作曲: 草川信）
- なお平家物語冒頭の有名な句「祇園精舎の鐘の声、諸行無常の響きあり」は往生要集の記述「祇園寺無常堂の四の隅に、頗梨の鐘有りて、鐘の音の中に亦此の偈を説く。病僧、音を聞きて苦悩即ち除けり、清涼の楽を得。（祇園寺無常堂四隅。有頗梨鍾。鐘音中亦説此偈。病僧聞音苦惱即除。得清涼樂。）」を下敷きとしている。「頗梨」とは水晶ないしガラスのことであり、ここでの鐘は梵鐘ではない。

### 梵鐘に関わる音楽
- 日本建国2600年祝典曲（皇紀二千六百年祝典曲） 作品84（リヒャルト・シュトラウス）皇紀2600年奉祝曲のうちの一曲で、梵鐘を12口も用いる編成のオーケストラで演奏された。リヒャルト・シュトラウスは梵鐘をコレクションしており、作曲料一万円とともに梵鐘を返礼として送ったところ大変喜んだという。
- 涅槃交響曲（黛敏郎） - オーケストラと合唱のための作品だが、オーケストラで梵鐘の響きを表現しようとしている。

## 鐘楼
鐘楼（しょうろう・しゅろう）は鐘突堂（かねつきどう）、釣鐘堂（つりがねどう）とも呼ばれ、梵鐘を設置して撞く専用の建造物である。

## 製造者
- 小田部鋳造（こたべちゅうぞう）

茨城県桜川市真壁町田45（江戸時代における常陸国真壁郡田村、幕藩体制下の常陸笠間藩知行田村。旧・茨城県真壁郡真壁町田）。
建久年間（1190年～1199年）創業。勅許御鋳物師（宮中から公用鋳造を許された鋳物職人）。歴代の当主は小田部庄右衛門を襲名する。関東で唯一の梵鐘メーカー。
- 老子製作所（おいごせいさくしょ）

富山県高岡市戸出栄町47-1（かつての越中国礪波郡戸出村、旧・西礪波郡戸出町）。
江戸時代中期創業。古くからの鋳物産地である高岡銅器の流れを汲んでいる。歴代の当主は老子次右衛門を襲名する。広島の平和の鐘（老子次右衛門の作）、京都西本願寺の梵鐘、成田山新勝寺の梵鐘、ニューヨークの国際連合本部ビルにある「日本の平和の鐘」なども製造してきた。2万口以上の梵鐘を製作したとされる。2021年（令和3年）に民事再生法の適用を申請した。
- 金壽堂（きんじゅどう）

滋賀県東近江市長町（かつての近江国愛知郡長村）。
古くからの鋳物師の里である長村鋳物師の流れを汲んでいる。歴代の当主は黄地佐平を襲名する。2021年（令和3年）に操業を停止した。

## ギャラリー

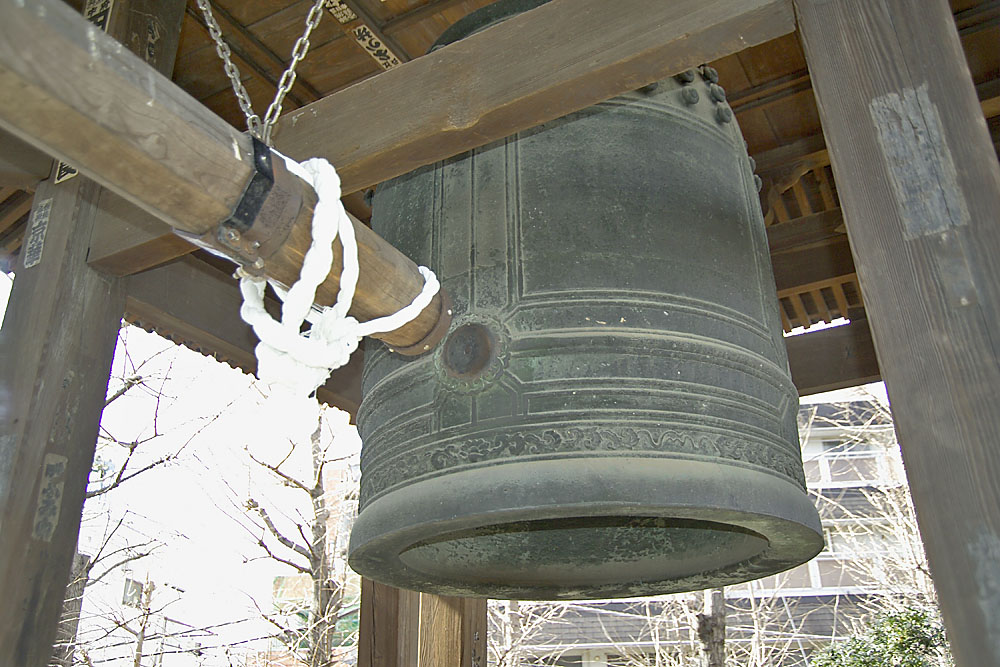
金龍山浅草寺（東京都台東区）
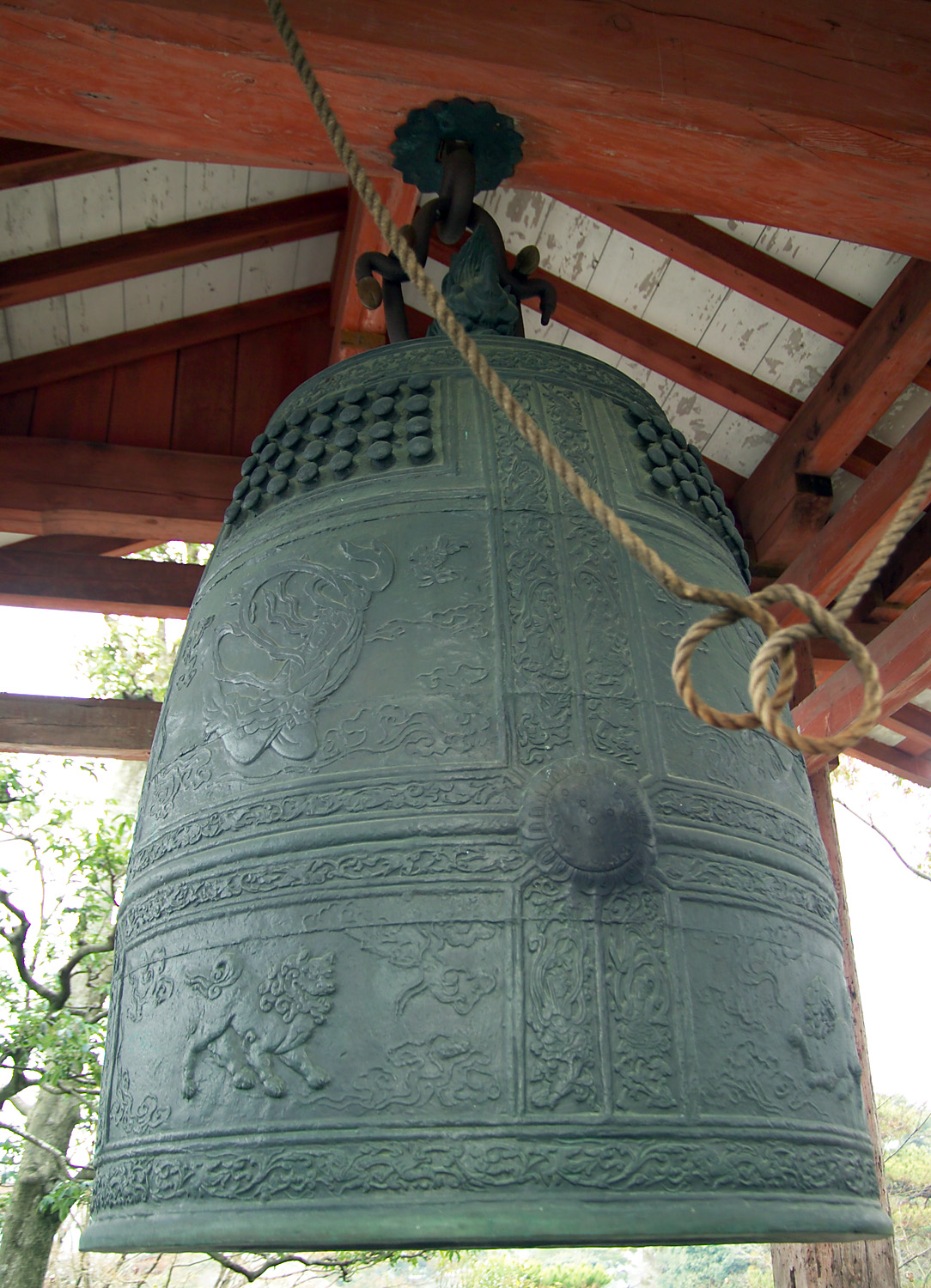
平等院（宇治）（複製）
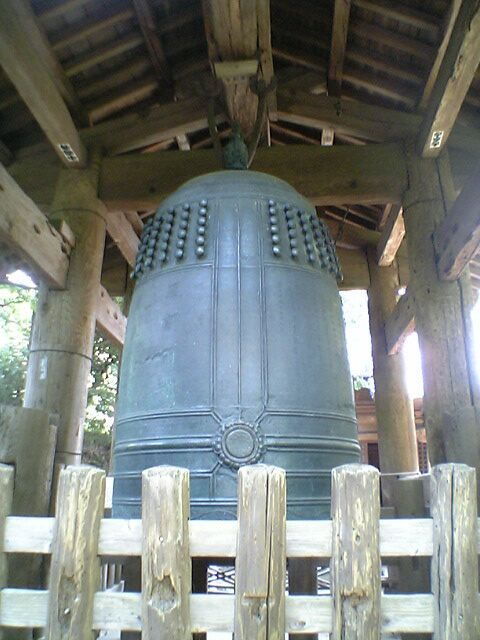
鎌倉・円覚寺鐘（鎌倉時代、国宝）
- 滋賀県 姨綺耶山 長命寺の梵鐘の音色
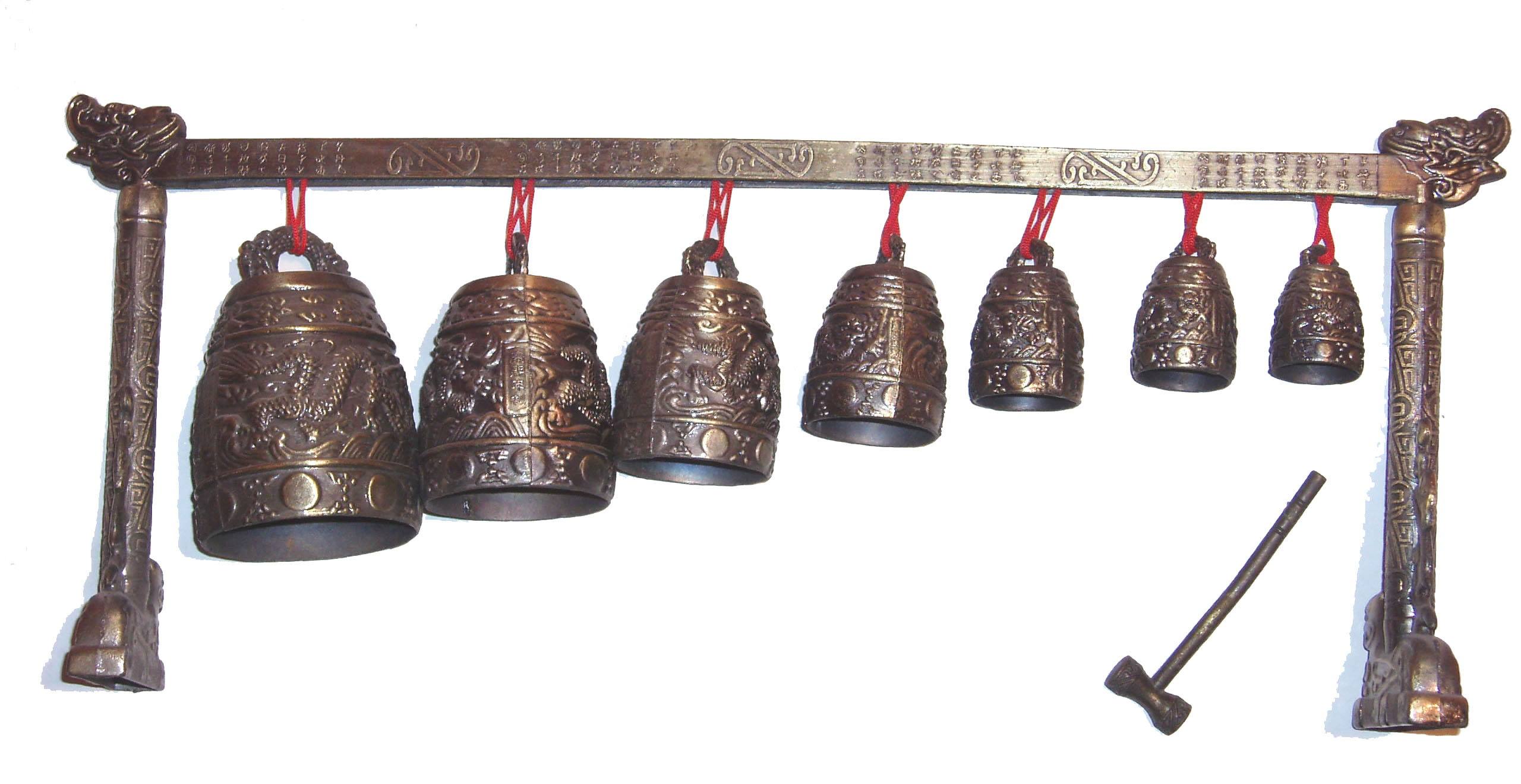
編鐘